# Craig Thomson
Craig Alexander Thomson (ur. 20 czerwca 1972 w Edynburgu) – szkocki sędzia piłkarski, od 1988 sędzia Scottish Football Association, od 2000 sędzia Scottish Football League, od 2002 sędzia Scottish Premier League, od 2003 sędzia międzynarodowy FIFA.
Jeden z dwunastu arbitrów wyznaczonych przez UEFA do prowadzenia meczów podczas EURO 2012.
9 kwietnia 2013 r. sędziował mecz Borussia Dortmund – Málaga CF zakończony zwycięstwem gospodarzy 3:2. W opinii obserwatorów druga bramka gości i trzecia gospodarzy – dająca niemieckiemu zespołowi awans do fazy półfinałowej – padły z pozycji spalonej, co spotkało się ze sporą krytyką.